# Airbus UK
Airbus UK Broughton este un club de fotbal din Broughton, Țara Galilor.